# Daniel Risch
Daniel Risch, né le 5 mars 1978 à Grabs (Suisse), est un homme d'État liechtensteinois, membre de l'Union patriotique (VU) et chef du gouvernement du Liechtenstein de 2021 à 2025.